# Joszeba
Joszeba – królewna judzka, postać biblijna ze Starego Testamentu.
Była córką Jorama, króla Judy, i siostrą jego następcy Ochozjasza. Poślubiła  Jojadę, żydowskiego arcykapłana.
Po śmierci Ochozjasza jego matka Atalia kazała wymordować wszystkich synów zmarłego króla. Joszeba zdołała uratować jednego ze swoich bratanków, Joasza.
Siedem lat później Jojada, mąż Joszeby, dokonał przewrotu pałacowego. Kazał zamordować Atalię, osadzając na tronie małoletniego Joasza.